# Renofa Yamaguchi FC
Renofa Yamaguchi FC (em japonês, レノファ山口FC Renofa Yamaguchi FC) é um clube de futebol japonês, sediado em Yamaguchi; A equipe compete atualmente na J2-League, a segunda divisão nacional.

## História
A equipa de futebol original consistia de um grupo de funcionários de ensino que foram baseados dentro Prefeitura de Yamaguchi, um time chamado Yamaguchi Prefecture Professores Football Club ( 山口県サッカー教員団Yamaguchi-ken sakkā kyōin dan ) , muitas vezes abreviado para Yamaguchi professores ou Yamaguchi KFC (como o Tochigi SC e Gainare Tottori , que começaram como clubes de professores e agora são membros da J.League ).
Em fevereiro de 2006, a Associação de Futebol de Yamaguchi observou a colocação de uma equipe de Yamaguchi na J.League. Estabelecendo que o Yamaguchi Teachers, um novo clube de futebol foi estabelecido. Ao mesmo tempo, um apelo público foi feito para nomear o novo clube, com a Renofa Yamaguchi FC sendo decidida em março do mesmo ano. A palavra renofa é uma combinação de três palavras inglesas : renovação, luta e multa.
Sem uma casa específica, a equipe jogou partidas da Liga Chūgoku através de vários locais diferentes dentro da prefeitura, incluindo Yamaguchi Ishin Park Stadium , Yamaguchi Kirara Expo Memorial Parque, Onoda Football Park, Shunan City Athletic Stadium e Yamaguchi Football Park. Agora, no entanto, os jogos em casa são jogados no Estádio Yamaguchi Ishin Park.
Embora a estruturado, patrocínios de empresas locais, locais dentro da comunidade local, o Renofa Yamaguchi FC está buscando um futuro na J.League.
Nos dias dos professores de Yamaguchi , a equipe freqüentemente terminava no meio ou abaixa na liga Chugoku. No entanto, desde o estabelecimento do novo clube em 2006, a equipe melhorou consistentemente sua posição final no campeonato. Isso culminou na temporada de 2008, onde conquistaram sua primeira vitória na liga. Na Série da Liga Regional de Promoção de Futebol de Todos os Japoneses daquele ano, a equipe terminou em quarto lugar na rodada final, perdendo a oportunidade de promoção para a Liga de Futebol do Japão.
Desde a formação da equipe, ela funcionava como uma organização privada, no entanto, quando a organização sem fins lucrativos Yamaguchi Athletics Club foi fundada em 24 de maio de 2011, o controle administrativo da equipe mudou de mãos, colocando a nova ONG no comando.
Depois que o clube terminou em quarto lugar em 2014 no Japan Football League e passou o licenciamento necessário para J.League oficialmente admitiu Renofa Yamaguchi para participar da J3 League começando a temporada de 2015. Sua temporada de estréia na J3.League fez com que eles ganhassem as primeiras recompensas de sua história, um título de terceiro nível e, com isso, promoção para o J2.

## Estádio
A equipe usa o Yamaguchi Restoration Park Stadium, com capacidade para 20.000 lugares, para mando de seus jogos.

## Títulos
- J3-League: 2015